# Lúa hoang dã
Lúa hoang dã (Tiếng Ojibwe: manoomin, cũng được gọi là lúa Canada, lúa Ấn Độ hoặc yến mạch nước) thuộc Bộ Hòa thảo chi Zizania. Hạt được thu hoạch và ăn trong lịch sử cả Bắc Mỹ và Trung Quốc. Hiện nay đây là một trong các món ăn ở Bắc Mỹ, nó được ăn ít hơn ở Trung Quốc,:165 trong đó gốc của cây được sử dụng như một loại rau.
Lúa hoang dã không liên quan trực tiếp đến lúa gạo ở Châu Á (Oryza sativa), mà tổ tiên hoang dã O. rufipogon và O. nivara, mặc dù có họ hàng gần gũi với bộ lúa. Hột lúa hoang dã có vỏ ngoài dai với phần hột bên trong có vị hơi thực vật.

## Lịch sử dùng làm lương thực

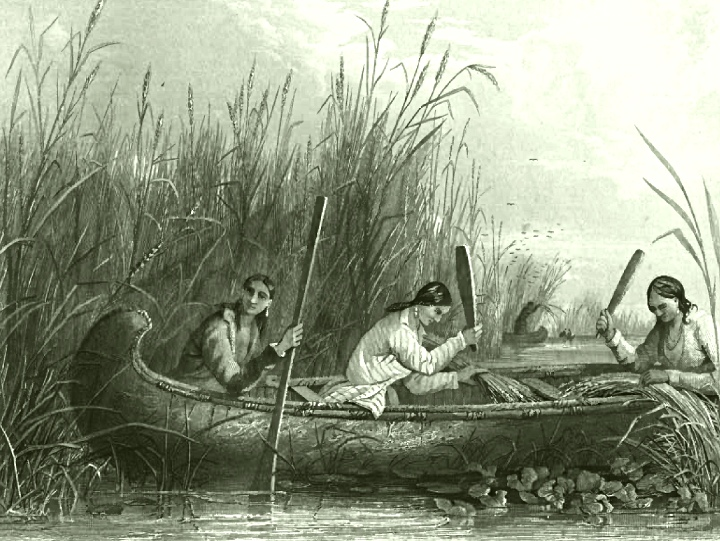
Cảnh thu hoạch lúa hoang dã

Là loài thu hoạch hạt phổ biến nhất, là loài thu hoạch hằng năm, chi  Zizania palustris  bây giờ được trồng thương mại, nhưng chi  Zizania aquatica  cũng từng được sử dụng rộng rãi trong quá khứ ở Ấn Độ. (Moerman, Daniel,  người Mỹ bản xứ thực vật dân tộc  (Timber Press, Portland Oregon 1998), p. 614) Thổ dân châu Mỹ và những tộc người khác thu hoạch lúa hoang dã bằng xuồng, họ dùng cây đập lúa để đập làm hạt rớt vào xuồng. Một số khác rơi xuống đáy sình và nảy mầm vào cuối năm nay.
Một số nền văn hóa người Mỹ bản địa, chẳng hạn như Ojibwa, coi lúa hoang dã là một thành phần thiêng liêng trong văn hóa của họ.Minnesota Public Radio (ngày 22 tháng 9 năm 2002). "MPR: Wild rice at the center of a cultural dispute".
Bởi vì giá trị dinh dưỡng và hương vị của nó, lúa hoang dã đã phổ biến trong những năm cuối thế kỷ 20, việc canh tác thương mại đã bắt đầu tại Hoa Kỳ và Canada để cung cấp cho nhu cầu đang tăng lên. Năm 1950, James và Gerald Godward bắt đầu thử nghiệm với lúa hoang ở một đồng cỏ phía bắc của Brainerd, Minnesota. Họ xây dựng các tuyến đê xung quanh mẫu, đào mương thoát nước, và điều khiển lưu lượng nước. Vào mùa thu, họ cày cấy đất và vào mùa xuân năm 1951, họ mua giống hoang dã từ vườn ươm, họ phân tán các hạt lên trên khắp mặt ruộng. Nhiều điều bất ngờ xảy ra, kể từ khi họ biết điều chỉnh nhu cầu nước của lúa hoang dã để phát triển tốt hơn, hạt giống nảy mầm cao và sản xuất cây trồng. Họ tiếp tục thử nghiệm với lúa hoang dã suốt những năm 1950 và là người đầu tiên chính thức tu dưỡng cây trồng trước đó là loài hoang dã.
Tại Mỹ, các nơi sản xuất chính là California và Minnesota (nơi nó là ngũ cốc Hoa Kỳ) chính thức và nó chủ yếu được trồng ở ruộng. Tại Canada, nó thường được thu hoạch từ vùng nước tự nhiên; các nơi sản xuất lớn nhất là Saskatchewan. lúa hoang dã cũng được sản xuất ở Hungary và Úc. Tại Hungary, bắt đầu trồng vào năm 1974 trên các lĩnh vực gạo của Szarvas. Ấn Độ Rice Ltd được thành lập vào năm 1990. Ngày nay, lúa hoang dã ở Hungary được trồng và chế biến bởi công ty này. Ở Úc, sản xuất được kiểm soát bởi Ricewild Pty Ltd tại Deniliquin. Ở miền Nam bang New South Wales.
Lúa hoang dã Mãn Châu (tiếng Trung: 菰; bính âm: Gu) được thu thập từ tự nhiên, đã từng là một ngũ cốc quan trọng ở Trung Quốc cổ đại.:165 Hiện nay lúa hoang dã là loài rất hiếm trong tự nhiên, nó đã hoàn toàn biến mất ở Trung Quốc, mặc dù vẫn tiếp tục trồng những loài có nguồn gốc từ nó.:165

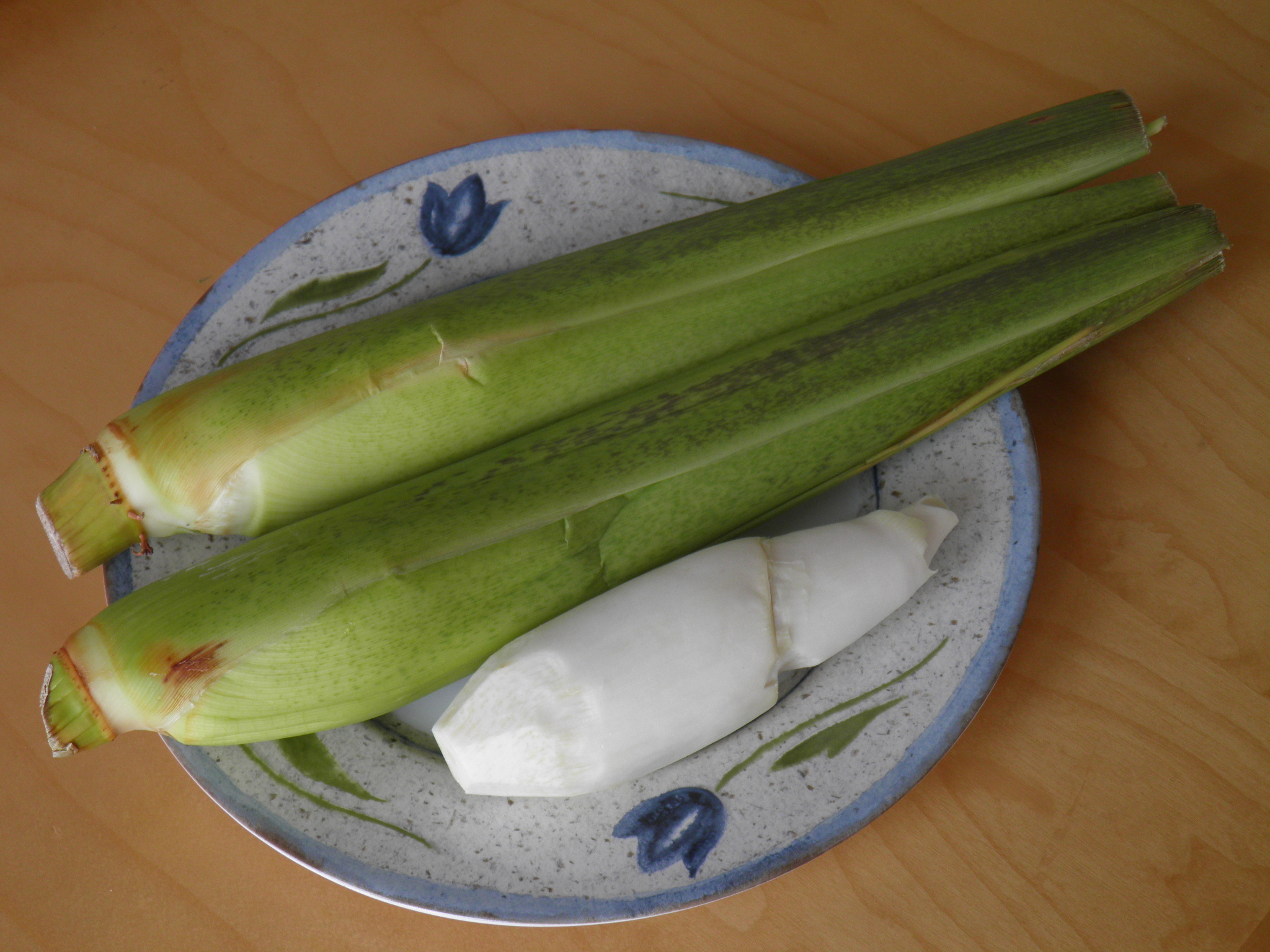
Lúa hoang dã trước và sau khi mất vỏ

## Dinh dưỡng và an toàn
Thông thường được bán như một loại ngũ cốc khô, trong lúa hoang dã chứa nhiều protein, các amino acid lysine, xơ và ít chất béo. Chỉ số dinh dưỡng của lúa hoang dã chỉ đứng sau yến mạch, có hàm lượng protein 100 calo.